# Боривоје Стевановић
Боривоје Стевановић (Ниш, 14. октобар 1879 — Београд, 19. мај 1976) био је српски сликар, академик САНУ. Први је уметник пореклом са југа Србије и први од уметника рођених у Нишу који је стекао академско ликовно образовање. Овај уметник чији је значај националног карактера, аутохтони је ликовни стваралац и припадник генерације уметника са којима почиње српскa Модерна. Заједно са Костом Миличевићем, Миланом Миловановићем и Надеждом Петровић, био је главни прoтагониста колористичког сликарства у Србији, а по формално-стилским елементима сликарства представља једног од утемељивача београдске варијанте импресионизма. Био је члан и оснивач Удружења ликовних уметника Србије и члан уметничке групе Лада.

## Живот и каријера
Рођен је у Нишу 14. октобра по старом односно 27. октобра по новом календару 1879. године, десетак месеци након ослобођена Ниша од Османлија, у варошици која када је ушла у сасатав Кнежевини Србијие имала око двадесетак хиљада становника. Породица, нишког адвоката Стевановића и његове супруге Љубице, пореклом из угледне породице, која је живела у махали поред Саборне цркеве, изродила је поред Боривоја још три сина и две кћери. Због потреба очеве службе 1884. године, када је Боривоје имао шест година, прво се са породицом преселило у Пирот, а потом седам година касније трајно у Београд.
Школовање
Основно ликовно образовање стекао је у Београду од 1895. до 1899. у Првој цртачкој и сликарској школи Кирила Кутлика, заједно са Костом Миличевићем са којим ће се дружити и сликати и касније. У време овог школовања, као двадесетогодишњи младић Боривоје Стевановић је у лето 1898. године одлучио да поново дође у родни град Ниш, овог пута са својим сликама, као млади уметник након прве три године школовања код Кирила Кутлика у Београду, и жељом да организује прву самосталну изложбу икада одржану у Нишу. Изложба је одржана у кафани хотела „Европа” јер организатор Ђорђе Стаменковић није могао пронаћи у Нишу никакву погодну просторију за изложбу слика.
Након што је добио стипендију Министарства привреде у Београду, наставио је школовање код Антона Ажбеа у Минхену (1898−1899), након чега је уписао ликовну Академију коју је завршио 1904. године у класи Карл Мара. У Минхену је проширио своје опште и уметничко образовање, овладао одличном техником и стекао наклоност ка природном осветљењу. 
Наставничка делатност
После повратка у земљу годину дана је провео у Скопљу, радећи као наставник цртања у гимназији и Учитељској школи. Када се 1905. године вратио у Београд, радио је најпре као наставник цртања у вечерњој Занатској школи, а 1912. године је постављен за наставника у Трећој мушкој гимназији, све до пензионисања 1932. године. 
Ратне године
Током Првог светског рата због слабог здравља додељен му је рад у војној пошти, а 1916. године заробиле су га окупационе власти у Рашкој.
Други светски рат снажно је утицао на Боривоја. Тада се и онако повучен сликар потпуно изолује од било какве друге активности осим сликања. 
Чланство у ликовним организацијама и САНУ
Био је члан и један од оснивача Удружења ликовних уметника Србије (1907), а од 1908. године члан „Ладе“. Први пут је самостално излагао 1898. године у Нишу. Најзначајнија Стевановићева ретроспектива одржана је у Галерији Српске академије наука и уметности 1970. године.
Године 1965. Боривоје Стевановић је, у деветој деценији живота, изабран за дописног, а 1968. за редовног члана Српске академије наука и уметности, уврстивши се тако и формално међу великане српске културе.
Након ослобођења живео је у Београду усамљеничким животом, све до своје смрти у Београду 19. маја 1976. године.

## Ликовно стваралаштво
Цењен међу самим уметницима и популаран код широког круга грађана стваралаштво Стевановић је стекао позицију београдског сликара у пуном значењу те речи. Сликао је пејзаже, најчешће периферију Београда, мртву природу, фигуре у планеру и портрете. Да је интерес за чист пејзаж, једна од карактеристика Стевановићевог сликарства, говори чињеница, да је почевши од раног пролећа па до у дубоку јесен, на отвореном простору тражио инспирацију за своја ликовна дела, какву су пружали Карабурма, Чубура или Душановац. Тиме је он постао највернији сликар београдске периферије, прве половине 20. века.
Импресионистичко стваралаштво Боривоја Стевановића
Још за време студија у Минхену усмерава се ка импресионизму. У том смислу серија слика Стари грм са Дунава (1920), заједно са сликама Девојка са књигом (1906) и Савиначка црква (1911) представљају уметника као радозналог и храброг новатора. Из читавог опуса Боривоја Стевановића највише импресионистичка дела јесу студије Старог грма крај Дунава, од којих је сачувано укупно четири. Једно од њих се чува у Галерији Матице српске и изложено је у сталној поставци 20. века.
| „ | Четири различите слике малог формата представљају четири различита доживљаја истог мотива, везана за тренутак дневног осветљења. Сликана брзо, у сеансама од по сат-два, оне носе у себи свежину и карактеристике импресионистичког сликања: разлагање на комплементарне боје сунчевог спектра, ваздушну перспективу, дезинтегрисану форму. Ова серија слободних пејзажа је сликана са јасном тенденцијом да се у њима достигне брзи поступак и звук француских импресиониста, тачније, Клода Монеа. Стевановић бира мотив који ради више пута, у различито доба дана, настојећи да фиксира један одређен тренутак осветљења, да на платно пренесе „импресију“. При том је његова претходна, нешто уздржана палета заснована на контрасту зелених и ружичастих тонова, замењена потпуно расветљеном палетом заснованом на комплементарним сазвучјима у којој се јављају слободне црвене и плаве боје. Сликајући овај једноставни мотив, Стевановићев циљ је сличан као код Монеа када слика своје пластове сена у серијама, тражи посредника између онога што видимо и онога што осећамо. | ” |

Након Четврте југословенске уметничке изложбе 1912. године Стевановић се ослобађа сваког академског утицаја и дефинитивно прихвата импресионизам као уметнички израз.  
Конструктивизам и посткубизам у стваралаштву Боривоја Стевановића
У трећој деценији 20. века, у времену богатом различитим тенденцијама и инспирацијама, његово сликарство попримило је елементе конструктивизма и посткубизма.    Цењен међу самим уметницима и популаран код широког круга грађана Стевановић је стекао позицију београдског сликара у пуном значењу те речи. Сликао је периферију Београда, али и портрете и нарочито мртве природе.
Постреализам и поетски реализам у стваралаштву Боривоја Стевановића
Окрећући се проблемима форме приклонио се токовима новог реализма.  Тако нпр. његов аутопортрет  припада поетском реализму са постимпресионистичким тенденцијама. 
Према Љ. Миљковићу:
| „ | до краја свог стваралаштва, неговао је традиционални приступ, враћао се импресионистичком проступку ... поетском реализму који је прилагођавао себи. | ” |

За каснији његов рад карактеристично је затварање у специфичну тамну палету и повратак чврстој форми. У том периоду се определио за интимистичко, традиционалистичко сликарство.

## Самосталне изложбе
- 1898. — Ниш, Хотел „Европа” Прва самостална изложба слика Боривоја Стевановића.
- Десет пута је излагао у Београду
- — Шабац, Изложба слика
- 1956. — Ниш, Уметничка галерија Синагога, заједно са вајарем Илијом Коларевићем.[8]
- 1960. — Београд, Ретроспективна изложба слика.
- 1966. — Београд, Ретроспективна изложба слика.
- 1965. — Ниш, Изложбени павиљон у Тврђави. Ретроспективна изложба слика.[9]
- 2008. — Београд, Галерија РТС, Боривоје - Бора Стевановић, из приватних колекција.[10]
- 2018. — Ниш, Уметничка галерија Синагога, Изложба слика: Боривоје Стевановић, сликар и академик

## Награде и признања
- 1961. — Награда за животно дело (Седмојулска награда).
- 1965. — дописни члан  Српске академије наука и уметности.
- 1968. — редовни члан Српске академије наука и уметности